# Sarlhusen
Sarlhusen ist eine Gemeinde im Kreis Steinburg in Schleswig-Holstein.

## Geografie

### Geografische Lage
Das Gemeindegebiet von Sarlhusen erstreckt sich, gemäß der Systematik Naturräumliche Haupteinheiten Deutschlands, im Bereich der Heide-Itzehoer Geest am Rande vom Naturpark Aukrug. Stör, Wegebek, Glasbek und Bünzau fließen durchs Gemeindegebiet. Der Glasberg erhebt sich im nördlichen Gemeindegebiet bis auf eine Höhe von 64 Meter über Normalhöhennull, eine weitere Kuppe, der Kuhberg am Rande des namengebenden Dorfs, auf 44 Meter.

### Gemeindegliederung
Neben dem Dorf und Gut gleichen Namens liegen auch die weiteren Wohnplätze Katharinenhof, ein (ehemaliges) weiteres Gut, die Häusergruppe Papiermühle und das weitere Dorf Kleinsarlhusen im Gemeindegebiet.

### Nachbargemeinden
Direkt angrenzende Gemeindegebiete von Sarlhusen sind:
| Wiedenborstel | Aukrug (Kreis Rendsburg-Eckernförde)        |                                                 |
| Hennstedt     | Kompassrose, die auf Nachbargemeinden zeigt | Ehndorf, Arpsdorf (Kreis Rendsburg-Eckernförde) |
| Fitzbek       | Willenscharen                               |                                                 |

## Geschichte
Sarlhusen wurde 1465 erstmals als Tzerlinghusen urkundlich erwähnt.

## Politik

### Gemeindevertretung
Bei der Kommunalwahl am 14. Mai 2023 wurden insgesamt neun Sitze vergeben. Von diesen erhielt die Kommunale Wählervereinigung Sarlhusen fünf Sitze und die Allgemeine Wählervereinigung Sarlhusen erhielt vier Sitze.

### Wappen
Blasonierung: „Geteilt von Grün und Silber. Oben ein silbernes Torhaus mit dreistöckigem Mittelteil und einstöckigen Seitenflügeln, unten zwei gegengewendete blaue Forellen übereinander.“
Sarlhusen war bis 1867 zugleich ein adliges Gut und ein Bauerndorf, das der Herrschaft dieses Gutes unterstand. Das im Wappen abgebildete Torhaus wurde während der Blütezeit des Gutes im 17. Jahrhundert erbaut und ist bis heute unverändert erhalten geblieben. Dieses repräsentative bauliche Zeugnis vertritt im Wappen die Zeit der Gutsherrschaft in Sarlhusen und damit die Vergangenheit des Ortes überhaupt. Die Forellen in der unteren Wappenhälfte verweisen auf die schon Mitte des 19. Jahrhunderts belegte Forellenzucht. Bis in die Gegenwart blieb dieser Wirtschaftszweig eine Einkommensquelle für die Bewohner. Die grüne Schildfarbe hebt die landwirtschaftliche Orientierung der Gemeinde hervor. Die silberne Farbe der unteren Schildhälfte betont den Reichtum der Region an gestauten Fischteichen und natürlichen, von jeher als Forellenbäche geschätzten Fließgewässern.

## Verkehr
Die Kreisstraße 67 im Kreis Steinburg führt grob in Nord-Süd-Richtung durch das Gemeindegebiet und die Dorflage von Sarlhusen. Sie findet, nach Überquerung der Kreisgrenze, als Kreisstraße 88 ihre Fortsetzung im Kreis Rendsburg-Eckernförde und führt dort bis zur schleswig-holsteinische Landesstraße 121. Der Anschluss erfolgt unmittelbar an der (teil-)höhenfrei ausgebauten Anschlussstelle mit der Bundesstraße 430 südlich von Aukrug-Innien.
Die nächstgelegene Station im Schienenpersonennahverkehr befindet sich im knapp sechs Kilometer südöstlich gelegenen Brokstedt an der Bahnstrecke Hamburg-Altona–Kiel. Hier hält die Regionalexpresslinie 70 im Nahverkehrsverbund Schleswig-Holstein auf der Fahrt zwischen Kiel Hauptbahnhof und Hamburg Hauptbahnhof. Die Buslinie 6552 verkehrt von Brokstedt ausgehend über Sarlhusen nach Kellinghusen.

## Persönlichkeiten
Der Heimatdichter und Direktor der Gewerbeschule in Kiel Jürgen Friedrich Ahrens (1834–1914) wurde in Sarlhusen geboren.